# Бамбипарк
Бамбипарк или бамбиленд је забавни парк за децу у Пожаревцу. Изграђен је 2000. године, на простору пожаревачког вашаришта.
Првобитно назван „Бамбиленд“ а затим „посрбљен“ у „Бамбипарк“. 
Грађен је средствима буџета општине Пожаревац и концерна „Бамби“, тада друштвеног предузећа, а свечано отворен у оквиру председничке предизборне кампање Слободана Милошевића 2000. године. 
До петооктобарских промена њиме је управљао Марко Милошевић, син Слободана Милошевића, као приватним добром.
Након тога Бамбипарк је привремено затворен. Од тог времена отвара се само у време Ивањданског вашара и у сличним приликама.